# 町田忠治
町田忠治（日语：町田 忠治/まちだ ちゅうじ，1863年5月17日—1946年11月12日），號幾堂，是明治至昭和時代的政治家。

## 生平

### 童年
誕生於出羽国秋田郡久保田城下的秋田保戸野八丁新田上丁（現秋田県秋田市保戸野八丁）的一個秋田藩士家庭，排名第四。
1875年（明治8年），過繼給叔母町田直作為養子。
1876年（明治9年），太平小學校的中學學科名稱變更，繼續在校內就讀中學師範預備科（現在是秋田県立秋田高等学校），1880年（明治13年）畢業。

### 進入大學
畢業後，作為県費留學生參與東京大学的預備課程，並入學大学予備門。